# Sガンダム
Sガンダム（エスガンダム、SUPERIOR GUNDAM）は、「ガンダムシリーズ」に登場する架空の兵器。有人操縦式の人型機動兵器「モビルスーツ（MS）」のひとつ。初出は、1987年から1990年まで『モデルグラフィックス』誌上で連載されていた小説・フォトストーリー『ガンダム・センチネル』。
作中の登場勢力のひとつ「地球連邦軍」の試作機で、『機動戦士ガンダムΖΖ』の主役機「ΖΖガンダム」と同時期に開発された可変MS (TMS)。ΖΖガンダムと同じく機体を3機の航空機として分離・運用することが可能で、各種オプションパーツを追加・換装した複数の形態を持つ。制御系に特殊な人工知能を搭載しており、無人機としての運用も可能とされている。劇中では「α任務部隊」に配属された「リョウ・ルーツ」がメインパイロットを務め、連邦軍を離反した者たちで結成された敵勢力「ニューディサイズ」と戦う。
メカニックデザインはカトキハジメ（『センチネル』連載当時は「かときはじめ」）。元は「スペリオルガンダム」表記であるが、プラモデル化に際して「スペリオル」が既存の商標と抵触することが判明したため、接頭語をスペルの頭文字のみに略した「Sガンダム」（エスガンダム）が商品名となった。これ以降は、紙媒体上の活字でももっぱら「Sガンダム」という略記で「エスガンダム」に改名されている。

## デザイン
『ガンダム・センチネル』の企画に参加したあさのまさひこは書籍のコラムに際し、バンダイからは「最強のガンダム」というコンセプトが提示され、企画当時には『機動戦士ガンダム 逆襲のシャア』が公開前であったことから、『機動戦士Ζガンダム』や『機動戦士ガンダムΖΖ』に則したデザインが行われたと語っている。デザインにはΖΖガンダムに見られた変形・合体・分離の要素を取り入れつつ、設定画検討段階での仮称では「イオタ・ガンダム」の名で画稿が提出されている。この画稿に対し、当初は企画を行っていたモデルグラフィックスの編集部内でも「これはガンダムではない」賛否が分かれるものとなったが、その後、歴代のシリーズにおいて採用された赤・青・白のトリコロールで着色したところ、「ガンダムとして見える」との結論が出されたという。かときの案により、イオタ・ガンダムと呼称されていた。その後、『ガンダム・センチネル』製作陣に当時制作されていた『機動戦士ガンダム 逆襲のシャア』の新ガンダムがHi-Sガンダムであるという情報が入り、この橋渡しとして「シュープリームガンダム」もしくは「スプリームガンダム」と読ませるSガンダムの呼称が持ち上がる。全国ホビーショーにおいてもこの呼称で展示が行われたが、商標が通らずエスガンダムに改名。

## 設定解説
アナハイム・エレクトロニクス（AE）社がΖ計画における究極のガンダムを目指して開発した、第4世代MSに分類される機体。開発当初のコードネームは「ι（イオタ）ガンダム」。ΖΖガンダムと同時開発された機体である。
SガンダムにはかつてのRX-78と同様にコア・ブロック・システムが導入され、同システムの搭載によって各パーツが熱核反応炉とコクピットを持ち、分離しての行動が可能なAパーツ（上半身）、Bパーツ（下半身）、Cパーツ（コア・ブロック）で構成されている。
また、ムーバブル・フレームは可変合体式であることに加え、自由度・フレーム数ともに通常の人型MSの2倍以上という高度な構造を採用し、計画当初より各部のユニット化によってミッションに応じて幅広いオプションが選択可能になっている。その一方、機体のユニット化の進化と引き換えに構造は複雑化し、設計の困難さと高額化を招いている。また、複雑な兵装システムや追加デバイスの管制を行うため、MSの無人化を最終目標とするALICEが搭載されており、戦闘時の高度な状況判断能力や搭乗者への助言、自動戦闘や自律行動さえも可能としている。
Sガンダムは4機が製作され、そのうち1機がα任務部隊に編入されたほか、ラサ近郊のネパール地区（当時、地球連邦軍の本部が置かれていた）に配備されたEx-Sガンダムの存在が知られている。AE社では、Sガンダム4機と一部計画を除いたオプションが数セット分製作された。ペーパー・プランも含めた数多くのバリエーションがあり、プラン・ナンバー100番台はノーマル仕様、200番台はExt、300番台がBst、400番台は100 - 300番台のいずれにも属さないプランとされていた。

### 機体構造
熱核反応炉
A、B、Cの各パーツに推進用の熱核反応エンジンを備える。うちA、BパーツのものはMSを動かすためのジェネレーターを兼ねており、両肩両脛に1基ずつ計4基を搭載。これのダメージによって戦闘中にすべてのジェネレーターが同時に損傷を受けることはなく、肩ブロックと脛は強制排除することも可能である。また、ジェネレーターは余裕を持たせているため、4基中2基を失っても戦闘を継続可能である。
スタビレーター
機体背部中央には大型スタビレーターが設置されており、AMBACの際に使用される。このテール・スタビレーターはGクルーザーやAパーツの飛行形態において機首となるため、Ζプラスのものに比べて複雑化している。テール・スタビレーター内部の容積はプロペラントが多数を占め、その他には機首としてのセンサーや電子機器が積載されている。また、Aパーツの両肩部にそれぞれ吊り下げられた主翼もサブ・スタビレーターとして機能し、細かい姿勢制御に使用される。
コア・ブロック・システム
RX-78で採用されたコア・ブロック・システムは、量産型のRGM-79においてはコスト切り詰めのために省略されたが、カプセル脱出式のリニア・シートでは熱核反応炉の爆発から逃れられないことが多く、MSの可変や複雑化から搭載されたコンピュータが高騰したことを受け、ふたたびコア・ブロック・システムが脚光を浴びた。AE社ではΖΖガンダムにおいても同システムを導入したが、これはAパーツのパイロットを搭乗させた場合、脱出が困難になる問題を持っていた。Sガンダムでは、MS状態ではA、B、Cパーツのコクピットが一か所に集まり、固定される方式を取った。非常時には排除され、A、B、C担当のパイロットを安全圏に脱出可能としている。熱核ジェット・ロケットエンジンを導入しており、大気圏内飛行も可能である。パイロットが失神した場合であっても母艦または基地に帰還する。無人MS構想の試験機でもあったSガンダムではメインコンピュータにALICEを採用したことから、当初からの要求性能として充実した脱出システムが必要とされた。
コクピット内には全周囲モニターを備え、パイロットは機体カメラが捕捉した映像をコンピュータが再構成したCG映像を見る。また、試験的にアーム・レイカーが導入されている。
ALICE
「Advanced Logistic&In-consequence Cognizing Equipment ＝ 発展型論理・非論理認識装置」の頭文字を取って名づけられたSガンダムの制御AIの名前である。
ストーリーパートを担当した高橋昌也のノベライズ『ガンダム・センチネル ALICEの懺悔』によれば、MSの無人化のためのテストベッドとして開発されたものの、強化人間の方が安価で効果が高かったうえ、人間のパイロットが無用化することで既得権益を失うことを恐れた連邦軍の一部勢力の圧力などにより、研究は凍結された。開発者のルーツ博士は研究中の爆発事故により殉職しているが、これも反対派の妨害工作が疑われている。
その名が示すように論理では説明ができない不可思議な感情をパイロットから学習することで、戦闘の状況を自律的に判断する能力を獲得し、最終的には本機の複雑な機体システムを単独で完全に制御する能力を持つよう設計されている。さらには一定レベルの人格すら備えていたが、稼働には大容量のコンピュータシステムが必要であり、機体が分離した状態では機能しない。その教育のため、「常識では計り知れない、不条理な男」という基準で選定された男たちが集められ、「チェシャ猫」のコードネームで呼ばれていた。その集められた者たちの中にルーツ博士の息子であり、後の専任パイロットであるリョウ・ルーツがいた。また、シン・クリプトら後のFAZZ部隊パイロットも含まれていたが、彼らにはALICEの存在は知らされず、あくまで新型MSのテストパイロットとされていた。
α任務部隊に実戦配備された機体ではALICEは封印されていたはずだったが、主任技術者キャロルの偽装により実際は稼働しており、しばしば戦闘中にリョウから機体の制御を奪っている。月面でブレイブ・コッドの駆るガンダムMk-Vに勝利し、最終決戦ではゾディ・アックを撃破しているが、この際にA/Bパーツのユニットを失ったことで通常の学習型コンピュータに戻っている。

### 武装
頭部インコム
有線式の準サイコミュオールレンジ攻撃用兵器。出力は3.8MW。オーガスタ研究所から漏洩した資料によって開発された。3回のビーム射撃を行うと、エネルギーを補給するために本体へ戻る。
背部ビーム・カノン
出力12MW。ムーバブル・フレームによってバックパックと接続されており、砲身はある程度の自由度を持つ。比較的コスト・パフォーマンスが高く、同武装がFAZZにも搭載されている。ただし、SガンダムのものはFAZZと異なり、照準はコンピュータが行うため、命中精度が大幅に向上している。発電衛星を攻撃する際に使用され、標的を破壊した。
大腿部ビーム・カノン
出力14MW。Ζプラスに装備されたものの改良型であり、通常のビーム・ライフルに比べて有効射程・命中精度の点で向上している。このユニット自体が機体本体とムーバブル・フレームで接続されており、射角が広い。ビーム・スマートガンを装備する際はこの装備の代わりに大腿部のムーバブル・フレームを使用する。
ビーム・スマートガン
出力56MW。Sガンダムのオプション兵装。大腿部ビーム・カノンの代わりに右側にスマートガン本体、左側にエネルギー供給ユニットをマウントし、これらを機体の前方で結合して射撃姿勢を取る。ムーバブル・フレームを介したMS本体からエネルギーを併用することで、通常のビーム・ライフルよりも高出力のビームを発射可能。エネルギーCAP式をとっており、メガ・バズーカ・ランチャーほどの威力はないものの取り回しに優れる。砲身の先端にメガ粒子偏向機が取り付けられているため、ビームの命中率を向上させることが可能となっている。Ζプラスのディスク・レドームをセットしたタイプや、砲身の冷却機を大容量にした連射装備仕様も存在する。
バルカン砲×4
60mm炸裂弾を使用。近接防御時の固定武装である。
テール・スタビレーター・バルカン×4
用途によってテール・スタビレーターにバルカンを内蔵したモデルに換装可能。
ビーム・サーベル
出力0.9MW。膝部のAMBAC機体制御装置を兼ねた「ビーム・サーベル・ボックス・ユニット」に格納される。
マーカー・ペレットガン
蛍光塗料を詰めたペレットを圧搾空気で撃ち出す模擬戦闘用銃器。Sガンダムの他にネロ・トレーナーなども用いている。

### 分離・合体
Sガンダムは分離してそれぞれが飛行形態をとることが可能となっており、標準形態でコア・ファイター「Gコア」・上半身部「Gアタッカー（Aパーツ）」・下半身部+ビーム・スマートガン「Gボマー（Bパーツ）」に分離できる。同様の機構をとるΖΖガンダムでは各パーツの分離時に推力の差が出たため、同時行動の際にバランスが悪かったものの、Sガンダムでは推力差が小さくなっている。
Gコア
Cパーツ。機首の形状はほぼRX-78のコア・ファイターに近いが、推進器ブロックは双胴型になっている。派生機として、Ex-S時のブースターパックを装着したコア・ブースター、大気圏内仕様に改装したFF-08GBがある。
Gアタッカー
Aパーツ。攻撃力に優れ、MS形態では背部にマウントされていたビーム・カノンを兵装とする。機体バランスはGボマーよりも良好で、軽快な運動性を持つ。テール・スタビレーターをバルカン砲装備型に交換した際は、機首部に4門の同装備を備える。
Gボマー
Bパーツの飛行形態で、火力を主体とする。ビーム・スマートガンを持つほか、進行方向に向けて通常型ビーム・カノンをセットすることも可能である。また、主翼には4基のハードポイントを持ち、ここにミサイルなどを懸架して火力向上を図ることも可能である。

### 劇中での活躍
メインパイロットは主人公リョウ・ルーツ。α任務部隊の主力として活躍した。封印したはずの「ALICE」が時折発動し、パイロットの操作を受け付けず勝手に敵を撃破する場面もあった。
作中ではペズン攻略戦と大気圏際での最終決戦に際して登場。ペズン攻略戦ではΖプラスやFAZZ他の僚機とともにニューディサイズのMS隊との戦闘を展開し、最終決戦ではトッシュ・クレイとファスト・サイドが乗り込んだモビルアーマー（MA）ゾディ・アックとジョッシュ・オフショーが操縦するゼク・ツヴァイ（連載版ではクレイとオフショーの乗るゼク・ツヴァイ2機）と交戦する。
物語終盤、大気圏上層でピンチに陥ったリョウたちを救うべく「ALICE」が覚醒し、彼らを脱出させるために機体を分離してGコアを強制排除する。その後、「ALICE」の制御により再度合体したA・Bパーツは、地球に降下しながらトッシュ・クレイが乗るシャトルもろともゾアンを撃破するが、そのまま大気圏に突入し、空力加熱によって燃え尽きたようである。また、そのことによる「ALICE」の復元不能を暗示するような描写がある。なお、Gコアは無事に大気圏へ突入し、友軍の回収部隊と合流している。

## Ex-Sガンダム
Ex-Sガンダム（イクスェス・ガンダム、Ex-S GUNDAM）は、Sガンダムの強化装備形態。正式名称はExtraordinary-Sガンダム（エクストローディナリィー-エス・ガンダム、Extraordinary-SGUNDAM）である。
Sガンダムに計8個の強化パーツを追加・交換した形態。Sガンダムは計画当初より多くのオプションパーツが作られていたが、RX-78からの念願であったMSと巡航形態の並立を可能とし、MSの戦闘力も極限まで高められている。一方、本形態はSガンダムと比較して8割もの質量増加がなされたため、追加パーツでは推力とプロペラント量を強化しており、バックパックだけでも11倍に強化されている。このバックパックはBst型と共通のもので、2基をスタビレーター基部に接続している。「Ext.」は、「extraordinary=extra-ordinary」（常識外れな、桁違いな）を意味する。
ガンダムタイプMSにおけるフルアーマーファミリーに属するが、機体と並行して設計されたものであり、Gクルーザーモードによって戦闘空域へ巡航した後、MS形態に変形する運用を主眼としている。
Gクルーザー
Ex-Sガンダムの巡航形態。手足を動作させるシステムが容積を占め、航続距離・行動時間の短いMSの欠点を補うために開発されたサブフライトシステムやTMSの延長線にあたり、ΖΖガンダムのシステムが変形の際にコア・ブロックに大きな負担をかけたことと、Aパーツの乗員の脱出システムに問題があったことから、Sガンダムにおいては巡航形態となるために追加パーツを使用する方式を取った。Sガンダムが元々持っていた3つのパーツへの分離は想定されていないが、A、Bパーツは強化パーツを排除することによって分離可能である。
武装・装備
Iフィールド発生器
胸部中央に張り出した四角いパーツはビーム・バリアー発生器。コクピットの防護と変形時の補強を兼ねており、Gクルーザーへの変形時に応力がかかりやすい胸部をフォローする。MS形態時は防御用のビーム・バリアーとして機能するが、4基の熱核反応炉を有するSガンダムであっても全身を覆うフィールドは展開できないため、普段はジェネレーターから供給されるエネルギーの一部をチャージし、必要な瞬間のみコクピット周囲に秒単位で展開する方式を取っている。
リフレクター・インコム・ユニット
ビーム・サーベル・ボックスに代わり膝部に装備。リフレクター・インコムが格納されており、これを展開することで発射したメガ粒子ビームを反射させる。その際は機体のコンピュータが最適値を求め、いかなる目標にも致命傷を与える。リフレクター面にIフィールドを展開する都合上、大量のエネルギーが必要なためインコム射出中にリフレクターを使用できるのは1回のみとなる。リフレクター・インコムにより、思いがけない方向からの攻撃が可能となっている。ただし、このリフレクター・インコムを防御に使うことはできない。
また、このユニットにビーム・サーベルも格納される。
ビーム・スマートガン
腹部（Bパーツ・コクピット保護用アーマー上端）に増設されたムーバブル・フレームにマウント可能となった。Sガンダムよりも行動半径が拡大したことから、Ζプラスのディスク・レドームを装着したタイプを用いることが多い。
大腿部ビーム・カノン
ビーム・スマートガンがムーバブル・フレームにマウント可能となったことから、そのまま生かすことが可能となった。
ブースター・ユニット
背部に2基装備。エネルギー供給用ムーバブル・フレームラッチが2個あり、そこにビーム砲やスマートガンを装着可能としている。Ex-Sガンダムでは、ここに左右で2基ずつ、計4基のビーム・カノン(出力12MW)を装備する。
プロペラント・ユニット
両肩部に装備。大気圏内ではフェアリングとしても機能するプロペラント・タンクで、無重力下であれば装備したままGクルーザーへの変形が可能であり、これを装着した際のEx-Sガンダムの総推力は大気圏を脱出できるほどとなる。MS形態ではデッドウェイトになることも多く、プロペラントを消費しきった段階またはMS形態への変形時点で廃棄されることも多い。
劇中での活躍
作中ではエアーズ市攻略戦で登場。ニューディサイズ首領だったブレイブ・コッドの駆るガンダムMk-Vと交戦する。コッドの卓越した技量、及びガンダムMk-Vの性能の前に翻弄されるものの、ALICEの覚醒により、辛くもこれを撃破する。
なお、「Anaheim Journal」100号には地球・ネパール地区で運用試験を行っていた当時の写真が掲載されているが、夕方に撮影された写真（アングルは左後方）ということもあり、塗装やマーキングからどの機体が地上に降ろされたかを判断することは不可能に近い。そのため、4機製作された機体のうち地上での試験に供されたのが何番機かは不明。

### リファイン版Ex-Sガンダム
上記の「Ex形態はあくまでGクルーザーに付随するもの」という設定を生かす形で、「GクルーザーありきのEx-S」としてカトキハジメのイラストによるリファイン版Ex-Sガンダムが発表された。カトキはある種の最新稿にあたると説明している。
従来の設定に比べて肩と腰部ジャケット（主翼）が二周り以上大型化され、肩からは腕より長い大型プロペラント・タンクを吊り下げている。このプロペラント・タンクはMS形態時に切り離されるほか、ゲーム『ガンダムアサルトサヴァイブ』ではシールドとしても使用されている。また、脚を開いて機体正面前方に水平に構えたビーム・スマートガンに両手を沿えるポーズ、パステル調のキースフェリス風分割配色（いわゆるスプリッター迷彩）やグラフィカルなロゴマーキングなど、Ex-S本来の姿として描かれている。
立体造形では、『ガンダム・センチネル』別冊に1/144フルスクラッチ（胴体の基本寸法は旧キット）作例が、ホビージャパン別冊『ガンダム・ウェポンズ』Sガンダム特集号にてMGをベースにした変形可能な改造作例がそれぞれ掲載されているほか、玩具『GUNDAM FIX FIGURATION』でもこのスプリッター迷彩とマーキングの機体が発売されている。

## Sガンダム（ブースター・ユニット装着型）
Sガンダムの下半身部（Bパーツ）の代わりにEx-Sのブースター・ユニットをアダプターを介して2基取り付け、バックパックもEx-S同様に2基取り付けて計4基のブースター・ユニットを接続した、高速高機動突撃戦仕様。MSとしては圧倒的な推力を有し、最大で10Gという加速性能を有する。
スペック上では地球低軌道から月軌道まで無補給で到達可能とされるが、継戦可能時間は非常に短い。MAに近い機体だが、各スタビレーターによって姿勢制御能力は通常型MSに劣らない。しかし、高速巡航時は敵弾の回避などは困難であり、特に前方からの攻撃を受けると相対速度によりダメージが大きくなることから、対策としてExt型用の胸部Iフィールド・ジェネレータを装備することもある。ブースターパックにはエネルギー供給用ムーバブル・フレームが設けられており、ビーム砲やスマートガンを接続できる。また、股部には多目的パックが備えられ、増加プロペラント・タンクを装備できる。しかし、プロペラントは多くないことから、戦闘時間が短く用途は限定される。
なお、ジオングとはフォルムもコンセプトも近似している部分が多いと言われる。
武装・装備
ビーム・スマートガン
ブースター・ユニットからムーバブル・フレームを介して接続される。
ブースター・ユニット
背部に2基、両脚部に2基の計4基装備。うち、背部の2基にはビーム・カノンを左右で2基ずつの計4基装備する。
劇中での活躍
リョウ・ルーツの初陣はこの形態での出撃となり、小説版ではペズンの防衛システムに電力を供給する発電衛星SOLの撃破に出撃し、任務を達成した。連載版では、ニューディサイズとの接触を目論むエイノー艦隊への強襲を行った。この際も、その高速度ゆえに敵の迎撃による装甲へのダメージは、装甲材の強度で劣るΖプラスより大きかった（ただし、小説版ではSOLの撃破後にΖプラスよりも多く被弾していながらも、装甲材の違いでダメージが小さかったという記述がある）。

## ディープ・ストライカー
Sガンダムの強化プランの一つ。その名の示す通り、莫大な加速力で敵陣深くに突入し、戦艦の主砲で一点突破（一撃離脱）を図るという強襲型のコンセプトである。Iフィールドジェネレーターをコクピット前面に配置して操縦士の生存性を高めているものの、実現には天文学的な予算が必要であることや、旋回性能などMSとしての機動性についてシミュレーション上で十分な性能が得られなかったことが災いし、結果としてMS部位の必要性が疑問視され、机上プランのみで終わっている。本編小説パートには未登場。
随伴機として、Ex-Sガンダムのバックパックを装備したWR状態のΖプラス（MSZ-006C1［Bst］ ハミングバード）も計画されたが、こちらも計画のみで終わっている。しかし、後にゲーム『 SDガンダム GGENERATION GENESIS 』に登場する際にMS形態が設定されている。
武装・装備
メガ粒子砲
巡洋艦アーガマに搭載された主砲と同じ型の艦載ビーム・カノンを装備。照準は背部プラットフォームに取り付けられた大型ディスク・レドームと連動して行われる。この主砲は機体のジェネレーターのみでは出力不足であることから、股部に追加のジェネレーターが増設されている。
ビーム・スマートガン
Sガンダムにも装備されたものを、Bst型と同様に右下半身ブースター・パックのムーバブル・フレームにクランクを介してマウントする。
Iフィールド発生器
Ex-Sガンダムに装備されていたものと同型。胸部と股部の増加パーツ先端にそれぞれ装備される。

## 商品化に関する逸話
現実の世界では、当初Sガンダムの変形キットの具現化は困難ないし不可能とされていた。『ガンダム・センチネル』本編でも変形プロップは製作されず（変形シーンは特撮で処理された）、当時発売されたSガンダムのキットもすべて非変形となっていた。その後、プロモデラーによるフルスクラッチモデルで完全変形を実現したものがいくつかあったものの、一般ユーザーが手に取れる形での完全変形モデルの登場は無かった。
その後、マスターグレード（以下MG）において、2001年にセンチネルからFAZZとΖプラスが商品化され、2002年には完全変形を実現したMG SガンダムとMG Ex-Sガンダムが発売された。長らく不可能と思われたSガンダムの完全変形キットの登場であるとともに、一般ユーザーでも制作できる完全変形キットでもあった（ただし、各部のクリアランスの設定が絶妙であり、塗装を行うにはあらかじめ塗膜厚さ分のクリアランス加工が必要となる）。Sガンダムは設定上通常のMSの2倍以上のフレーム数を持つとされているが、キットにおいてもそのパーツ数は通常のMGの倍以上であり、パーフェクトグレード（以下PG）に近いものを持っている。Ex-Sガンダムのパッケージ自体も、PG級のサイズである。
なお、2000年に登場したHGUC版では強度の都合で変形機構を組み込めなかったため、非変形となっている。その代わり、Sガンダムには同スケールのGコアが付属するほか、GアタッカーがEXモデルのラインナップに加わっている。
ディープ・ストライカーについては、2003年3月にGUNDAM FIX FIGURATIONで商品化され、2018年3月にはMG200作記念としてプラモデルが発売。パーツ数・価格・パッケージサイズともにMGでは過去最大であり、PG並みとなっている。
2019年4月には、2003年版のMGキットにディープ・ストライカーでの新規パーツなどを追加したリニューアル版が発売された。ランナーは49枚、Sガンダム用とEx-Sガンダム用がすべて入っており、どちらかを選択して組み立てる仕様となっている。